# Vražji odvjetnik
U uobičajenom govoru, vražji odvjetnik ili advocatus diaboli jest osoba koja u raspravi zauzima stav s kojim se nužno ne slaže ili stav suprotan prihvaćenoj normi, s idejom da pravilnim argumentiranjem takvog stava može dovesti do preispitivanja ili promjene stava suprotne strane. Iako je izraz srednjovjekovnog podrijetla, i danas se često upotrebljava za opisivanje argumentiranja protiv nečega, a da se osobno zapravo ne podupire takav stavili i van rasprave osobno ne zalaže za nj. U upotrebi su i nazivi đavolji odvjetnik, đavolji advokat, vražji advokat.

## Postanak
U prošlosti, tijekom kanonizacijskog procesa u Rimokatoličkoj Crkvi, promicatelj vjere (latinski: promotor fidei) ili vražji odvjetnik (latinski: advocatus diaboli), bio je kanonik kojemu je Crkva dala ulogu svađanja i upornog raspravljanja protiv kanonizacije  kandidata za proglašenja svetim. Upravo je njegov posao bio uporni skeptičan pogled na kandidaturu za kanonizaciju, pronalaženje rupa u evidencijama i raspravljanje o bilo kojem čudu koje je navodno kandidat za kanonizaciju učinio, navodeći zemaljske i opipljive dokaze. Posao vražjeg odvjetnika bio je suprotan od božjeg odvjetnika, čiji je posao bilo argumentiranje u korist kandidata za kanonizaciju.
Službeni ured vražjeg odvjetnika osnovan je 1587. godine i ukinut tek 1983., za što je zaslužan papa Ivan Pavao II. Ukinuće ureda vražjeg odvjetnika pomoglo je procesu kanonizacije brojnih kandidata; Ivan Pavao II. je osobno proglasio svetim više od 500, a beatificirao više od 1300 kandidata tijekom svoga papinstva. Usporedbe radi, ostale pape su u čitavom 20. stoljeću proglasili svetim samo 98 kandidata ukupno.
Takav dramatični porast ukazao je da je ured đavoljeg odvjetnika služio kao sredstvo za smanjivanje broja svetaca kompliciranjem procesa kanonizacije.[nedostaje izvor] Još su aktivne rasprave o korisnosti ureda vražjeg odvjetnika čiji je posao bila briga i osporavanje procesa, tako da je svetaštvo teško ostvarivano. Potrebno je istaknuti da u kontroverznim slučajevima Vatikan i dalje može neslužbeno tražiti kritike i rupe u procesu. Britanski kolumnist Christopher Hitchens je jednom zamoljen da svjedoči protiv kanonizacije Majke Terezije, što je sam Hitchens kasnije opisao kao da je bio zadužen "da predstavlja vraga pro bono" (za opće dobro).

## Vanjske poveznice
- Članak iz Katoličke enciklopedije 1911.